# Сарекчокко
Сарекчокко (швед. Sarektjåkkå) — горная вершина в Скандинавских горах на севере Швеции. 
Расположена в лене Норрботтен, в национальном парке Сарек. Гора является несложной для восхождения, кроме северной стороны. Наиболее удобный маршрут проходит по западному гребню горы. Является второй по высоте горой Швеции после Кебнекайсе и шестой на Скандинавском полуострове. Впервые на гору произвёл восхождение швед Г.В.Букт (швед. G.W Bucht) 8 июля 1879 года с 4 саамами-проводниками. Первое зимнее восхождение произошло в 1916 году.
Сарекчокко подразделяется на 4 пика: 
- Стуртоппен (Большая вершина) - 2089 м,
- Нурдтоппен (Северная вершина) - 2056 м,
- Сидтоппен (Боковая вершина) - 2023 м,
- Букттоппен (вершина Букта) - 2010 м.